# Konstanty Heumann
Konstanty Marcin Józef Heumann (ur. 11 listopada 1888 w Krakowie, zm. 1940 w ZSRR) – podpułkownik artylerii Wojska Polskiego, ofiara zbrodni katyńskiej.

## Życiorys
Konstanty Heumann urodził się 11 listopada 1888 w Krakowie. Był synem Konstantego i Wandy. W czasie I wojny światowej walczył w szeregach cesarsko królewskiej Obrony Krajowej. Na stopień podporucznika został mianowany ze starszeństwem z 1 stycznia 1916 w korpusie oficerów rezerwy artylerii. W 1916 jego oddziałem macierzystym był pułk haubic polowych nr 45, a dwa lata później pułk artylerii polowej nr 145.
31 stycznia 1919 został przyjęty do Wojska Polskiego z byłej armii austro-węgierskiej, z zatwierdzeniem posiadanego stopnia porucznika, i przydzielony do Stacji Zbornej i Uzupełnień Formacji Artyleryjskich. Następnie pełnił służbę w 5 dywizjonie żandarmerii na stanowisku dowódcy plutonu żandarmerii Tarnów. 1 czerwca 1921 pełnił, w stopniu rotmistrza, służbę w Dowództwie Żandarmerii Wojskowej, a jego oddziałem macierzystym był wówczas 5 dywizjon żandarmerii wojskowej w Krakowie. 3 maja 1922 został zweryfikowany w stopniu majora ze starszeństwem z dniem 1 czerwca 1919 i 13. lokatą w korpusie oficerów żandarmerii.
W lipcu 1922 został przeniesiony z korpusu oficerów żandarmerii do korpusu oficerów artylerii z równoczesnym wcieleniem do 14 pułku artylerii polowej w Poznaniu. Następnie został przeniesiony do 22 pułku artylerii polowej w Rzeszowie, a z dniem 1 sierpnia 1924 wyznaczony na stanowisko kwatermistrza. W styczniu 1927 został przesunięty w tym pułku na stanowisko dowódcy II dywizjonu. Z dniem 30 września 1929 został przeniesiony z dyspozycji dowódcy Okręgu Korpusu Nr X w stan spoczynku. W 1934 pozostawał w ewidencji Powiatowej Komendy Uzupełnień Katowice. Posiadał przydział do Oficerskiej Kadry Okręgowej Nr V i był wówczas w dyspozycji dowódcy Okręgu Korpusu Nr V. Mieszkał w Katowicach przy ulicy Poniatowskiego 24 m. 4.
W chwili wybuchu II wojny światowej był zmobilizowany w stopniu podpułkownika artylerii. Po kampanii wrześniowej 1939 i agresji ZSRR na Polskę z 17 września 1939 został aresztowany przez Sowietów. Ostatnie wiadomości od niego pochodzą ze Lwowa. W 1940 został zamordowany przez NKWD. Jego nazwisko znalazło się na tzw. Ukraińskiej Liście Katyńskiej opublikowanej w 1994 – został wymieniony na liście wywózkowej 55/1-97 oznaczony numerem 3123 i dosłownie określony jako Konstanty Nejman (Chojman). Ofiary tej części zbrodni katyńskiej zostały pochowane na otwartym w 2012 Polskim Cmentarzu Wojennym w Kijowie-Bykowni.

## Ordery i odznaczenia
- Signum Laudis Brązowy Medal Zasługi Wojskowej z mieczami na wstążce Krzyża Zasługi Wojskowej[19]
- Srebrny Medal Waleczności 1 klasy[19]
- Krzyż Pamiątkowy Mobilizacji 1912–1913[19]